# Poolbar-Festival

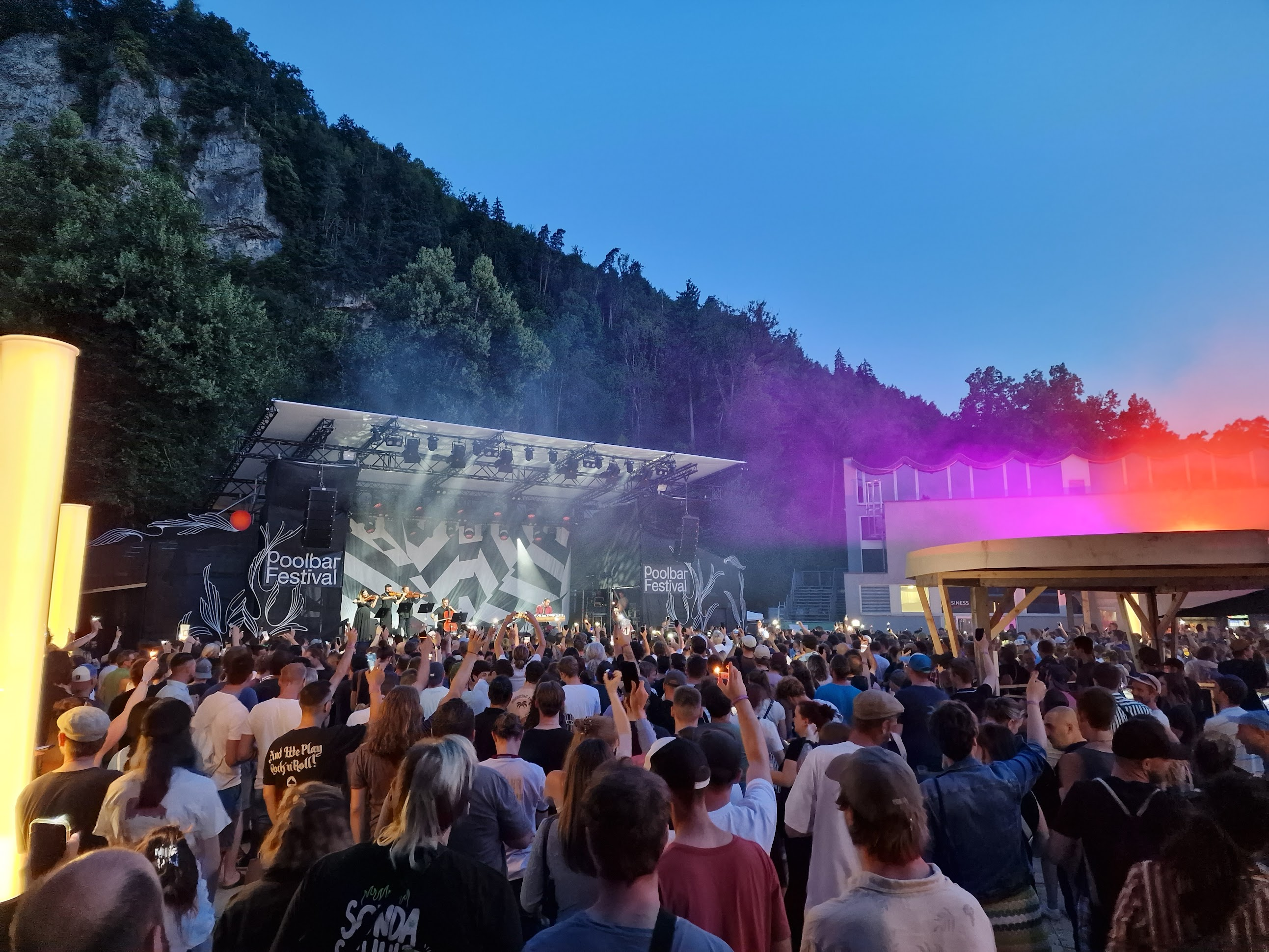
Auftritt des Künstlers Danger Dan am 14. Juli 2023 auf dem Poolbar-Festival.

Das Poolbar-Festival ist ein jährlich stattfindendes Festival in der Stadt Feldkirch in Vorarlberg (Österreich). Laut eigenen Angaben hat das Festival jährlich ca. 30.000 Besucher.

## Festival

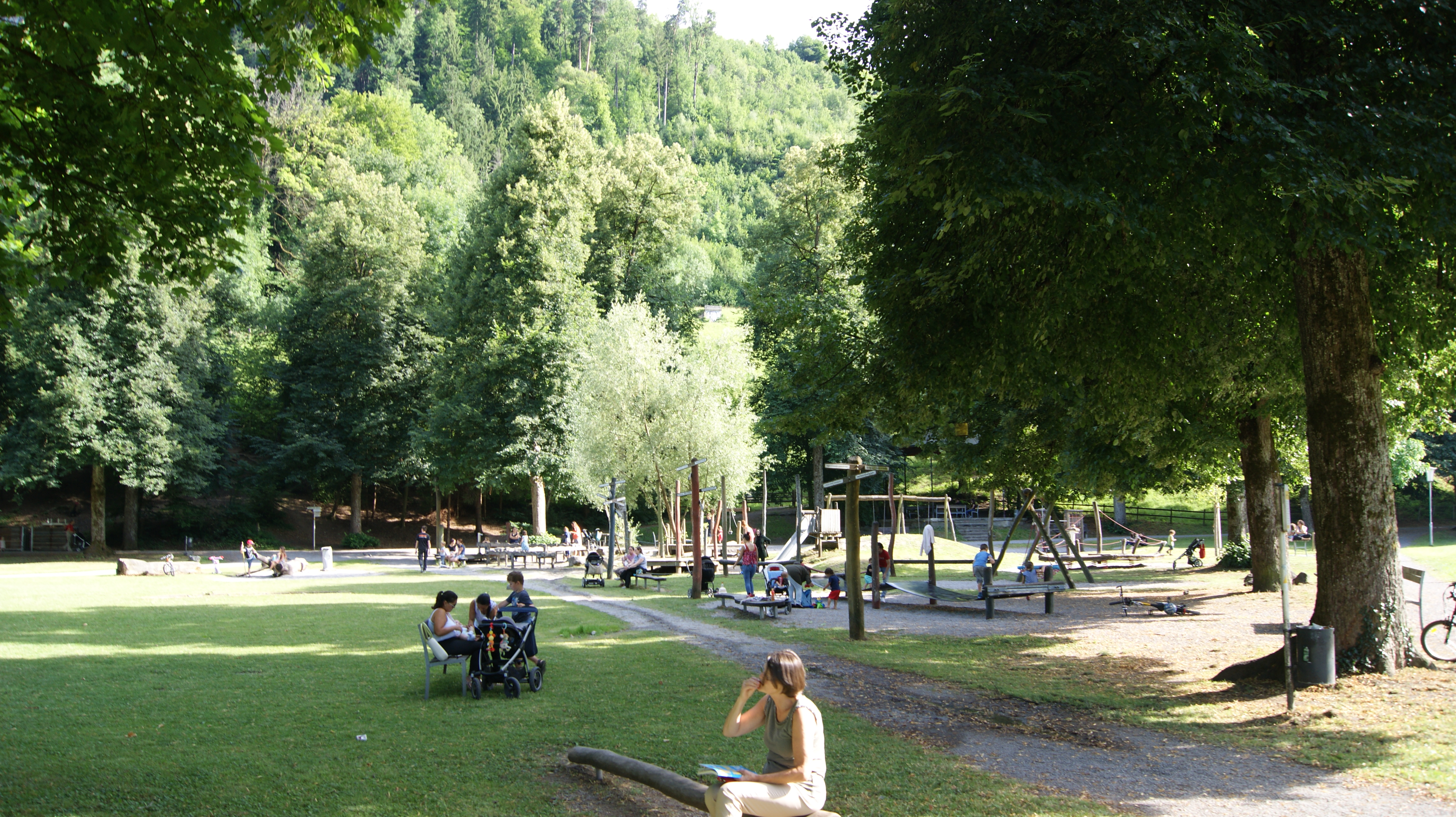
Der Reichenfeldpark in Feldkirch ist eine der Locations des Poolbar Festivals

1994 startete das Projekt als Sommerakademie. Seitdem bietet das Poolbar-Festival jeden Sommer in den Monaten Juli und August sechs Wochen lang neben Konzerten auch Kinofilme, Kurzfilme, Kabarett, Poetry-Slam, Pop-Quiz, Modeperformances, Diskussionen und Lesungen.
Es findet im ehemaligen Hallenbad der Privatschule Stella Matutina am Reichenfeld im Stadtzentrum statt. Die jeden Sommer erneuerte Einrichtung wird über einen international ausgeschriebenen Architekturwettbewerb ermittelt.
Trotz der COVID-19-Pandemie konnten im Jahr 2020 10.000 Menschen das Festival besuchen.
Seit 2020 vergibt das Poolbar-Festival zusammen mit dem ORF Vorarlberg und Wann&Wo den Vorarlberger Musikpreis „Sound@V“. Dieser ist mit 20.000 Euro Preisgeld dotiert.

## Auszeichnungen
- 2013: Kulturpreis der Stadt Feldkirch[10]
- 2014: Österreichischer Kunstpreis für Kulturinitiativen[6]

## Line-Ups (Auswahl)
- 2006: Calexico, Vendetta, Trail of Dead, Attwenger, Eagle*Seagull
- 2007: Shout Out Louds, Kosheen, Final Fantasy, Slut, IAMX
- 2008: The Wombats, The Notwist, Friska Viljor, Modeselektor, Iron and Wine
- 2009: Dropkick Murphys, Anti-Flag, Morcheeba, Art Brut
- 2010: Nada Surf, Juliette Lewis, Flogging Molly, Ebony Bones, Die Goldenen Zitronen
- 2011: Portugal The Man, The Subways, Molotov, Kettcar, dEUS, Hercules & Love Affair
- 2012: Marilyn Manson, Regina Spektor, Yann Tiersen, Theophilus London, The Whitest Boy Alive, Gogol Bordello
- 2013: My Bloody Valentine, Frank Turner, Young Rebel Set, Casper, Bad Religion, Kate Nash
- 2014: Shout Out Louds, Bonaparte, The Dandy Warhols, Anna Calvi, Maximo Park
- 2015: Patrice, Wanda, William Fitzsimmons, Elektro Guzzi, Dillon, Darwin Deez, Colour Haze
- 2016: Nada Surf, Travis, Dispatch, Peaches, Lola Marsh, Bilderbuch
- 2017: Pixies, Jake Bugg, Sohn, The Naked And Famous, HVOB, Leyya, Conor Oberst
- 2018: Eels, Ziggy Marley, Shout Out Louds, The Subways
- 2019: Bilderbuch, Xavier Rudd, Mattiel, The Twilight Sad, Tove Lo, Propaghandi
- 2020: Fink, Nneka, Lou Asril, Manu Delago, Maschek, Wolfram, Oehl, Möwe, Buntspecht, Elena Shirin, Of Horses and Men, Peter the Human Boy, Elis Noa
- 2021: Mighty Oaks, The Notwist, Milow, 5K HD, Cari Cari, Alice Phoebe Lou, Stermann & Grisseman, Ace Tee, Brendan Adams, Der Nino aus Wien, Dorian Concept, Eli Preiss, Hearts Hearts, James Hersey, Junipa Gold, Keziah Jones, LGoony, Lylit, Main Concept, Nnella, Patrice, Science Busters, Sharktank, Stu Larsen, OSKA, Velvet Two Stripes, Ätna, Why-Y
- 2022: Sportfreunde Stiller, Metronomy, Local Natives, Kytes, HVOB, 5/8erl in Ehr’n, Alicia Edelweiss, My Ugly Clementine, Wolf Haas, Alfred Dorfer[11][12]
- 2023: Xavier Rudd, Haiyti, Danger Dan, Symba, Gentleman, Helge Schneider, Heaven Shall Burn, Kruder & Dorfmeister, The Black Angels, The Gardener & The Tree, Sudan Archives, Anger, Bilal, 1000Mods, Oddisee & Good Company Band, Lalalala, Frittenbude, Sharktank, Digitalism, Ernst Molden & Der Nino aus Wien, Porridge Radio, Dives, Benjamin Amaru, Ferge X Fisherman, Mayberg, Salò, Bleed from Within, Russian Circles, Philine Sony, Acid King, Yukno, Charlie Cunningham[13]
- 2024: Anda Morts, Anna St. Louis, Baiba, bbno$, Beth McCarthy, Betterov, Bipolar Feminin, Bombay Bicycle Club, Brant Bjork, Brew Group, Calexico, Cari Cari, Cousines Like Shit, DJ Krush, Dragonforce, DŸSE, Earth Tongue, Faithless, Fiio, Fink, Fjørt, Gayle, Havok, Heckspoiler, Ja Panik, Jeanny, Julia Alexa, Kaffkiez, Klangkarussell, Leftovers, Lena & Linus, Lotte,  Marder 4000, MilleniumKid, Mine, Molden & Seiler, Nand, Nekrogoblikon, NNOA, Of Horses And Men, Oh Alien, ok.danke.tschüss, Orbit, Resi Reiner, Sampagne, Say Yes Dog, Sirens of Lesbos, Skofi, Stefanie Sargnagel, Stormy Silence, Sylosis, Testament, The Warning, Timber Timbre, Tony Ann, Uche Yara, Waxahatchee, Wiegedood